# Santiago Tamazola
Santiago Tamazola là một đô thị thuộc bang Oaxaca, México. Năm 2005, dân số của đô thị này là 3950 người.